# Фей, Фейт
Фейт Фей (англ. Faith Fay; 8 апреля 1982, 1984 или 1987 года, Мэриленд, США) — американская актриса

, продюсер, сценаристка, художница, спортсменка и общественный деятель с Гавайских островов.

## Биография
Она происходит от индейцев и белых американцев. Она стала членом Гильдии киноактёров во время съёмок телесериала ABC «Остаться в живых» (2004).
Она обучалась актёрскому мастерству и кинопроизводству в Академии кино и телевидения / студии Скотта Роджерса и имеет степень бакалавра изобразительных искусств. Её фотографии и картины были представлены в музеях и художественных галереях по всему миру. Фей также является спортсменом, спонсируемым несколькими компаниями (Pualani, Cobian, Ecoxgear и DMC Swim).
Фей сыграла Лани Лейн в художественном фильме «Сёрфер души» (2011), основанном на реальных событиях из жизни сёрфингистки Бетани Хэмилтон. Сыграв в «Сёрфере души», она стала волонтёром с «Friends Of Bethany Organization» и некоммерческой организации «Walking On Water», в которых является наставником в сёрфинге для детей со всего мира. «Сёрфер души» стал вторым художественным фильмом с участием Фей, который основывался на реальной истории про спортсмена; первым стал фильм «Жизнь» (2007), основанная на трагической истории жизни виндсерфера PWA Нацуки Иидзима.
Фейт Фей была актрисой второго плана, сыграв более чем в двадцати эпизодов, телесериала ABC «Остаться в живых» (2004), в котором сыграла роль девушки-подростка, выжившей в авиакатастрофе, в качестве подросткового выжившего, которую фанаты назвали «Sexy Blue Striped Shirt Girl». Она снялась в телевизионном сериале «Вне перерыва» (2006), в котором сыграла ученицу средней школы Кармен; сыграла агента ЦРУ МакНейл в «Приливах войны» (2005), агента ФБР Элис Уэллс в инди-фильме «Killer TV» (2006), который снял Рутгер Хауэр, а также Бекку в инди-фильме «Время от времени» (2007).

## Избранная фильмография
| Год       |   | Русское название | Оригинальное название | Роль                      |
| --------- | - | ---------------- | --------------------- | ------------------------- |
| 2004—2006 | с | Остаться в живых | Lost                  | выжившая в авиакатастрофе |